# اروینگ لوئیس هوروویتز
اروینگ لوئیس هوروویتز (به انگلیسی: Irving Louis Horowitz)؛ (۲۵ سپتامبر ۱۹۲۹–۲۱ مارس ۲۰۱۲) جامعه‌شناس، نویسنده آمریکایی و استاد کالج بود که به‌طور گسترده در رشته خود می‌نوشت و سخنرانی می‌کرد و سال‌های پایانی زندگی بیم داشت که در خطر تصرف ایدئولوگ‌های چپ قرار گیرد. او یک شاخص کمی برای اندازه‌گیری کیفیت زندگی یک کشور پیشنهاد کرد و به رایج شدن «جهان سوم» به عنوان اصطلاحی برای کشورهای فقیرتر جنبش غیرمتعهدها کمک کرد. بسیاری او را یک نومحافظه‌کاری می‌دانستند، اگرچه او باورمند بود که هیچ طرفداری سیاسی ندارد.

## زندگی اولیه و تحصیل
هوروویتز در ۲۵ سپتامبر ۱۹۲۹ در نیویورک در خانواده لوئیس و استر تپر هوروویتز زاده شد. در سال ۱۹۵۱ در سیتی کالج نیویورک (اکنون کالج شهری نیویورک، دوره لیسانس؛ و در سال ۱۹۵۲ در دانشگاه کلمبیا، شهر نیویورک، دوره کارشناسی ارشد؛ و در سال ۱۹۵۷ در دانشگاه بوئنوس آیرس، آرژانتین دوره دکتری را به اتمام رسانید.

## سمت‌های علمی و مشاوره
پس از آغاز کار خود به عنوان استادیار نظریه اجتماعی در دانشگاه بوئنوس آیرس، ۱۹۵۶–۱۹۵۸، هوروویتز بیش از چهل سال بعد را در موسسات دانشگاهی مختلف در هند، توکیو، مکزیک و کانادا گذراند. علاوه بر سمت‌های تدریس، او مشاور مرکز تحقیقات آمریکای لاتین در ۱۹۶۴–۱۹۷۰؛ مشاور بخش آموزش بین‌المللی، بنیاد فورد در ۱۹۵۹–۱۹۶۰؛ از سال ۱۹۶۳ تا ۱۹۶۹، هوروویتز استاد جامعه‌شناسی دانشگاه واشینگتن در سنت لوئیس بود. وی همچنین استاد مدعو در دانشگاه استنفورد، دانشگاه ویسکانسین-مدیسون، دانشگاه کویینز در کانادا و دانشگاه کالیفرنیا بوده‌است. علاوه براین، برنامه فولبرایت در آرژانتین، اسرائیل و هند؛ و عضو هیئت مشورتی مؤسسه اطلاعات علمی در ۱۹۶۹–۱۹۷۳، مشاور سردبیر انتشارات دانشگاه آکسفورد در ۱۹۶۹–۱۹۷۴، و مشاور انتشارات آلدین-آترتون در ۱۹۶۹–۱۹۷۲؛ عضو هیئت مدیره خارجی رادیو مارتی و برنامه‌های تلویزیونی مارتی آژانس اطلاعات ایالات متحده بود که از سال ۱۹۸۵ آغاز شد. رئیس هیئت مدیره مرکز هوبرت هامفری، دانشگاه بن گوریون، اسرائیل در ۱۹۹۰–۱۹۹۲؛ و به عنوان عضو هیئت مدیره خارجی بخش روش‌شناسی بخش تحقیقات، دیوان محاسبات (آمریکا) خدمت کرد. آخرین پست دانشگاهی هوروویتز، صندلی هانا آرنت استاد دانشگاه بازنشسته جامعه‌شناسی و علوم سیاسی در دانشگاه راتگرز از سال ۱۹۹۲ بود.

## مشارکت‌های علمی
هوروویتز به عنوان نویسنده بیش از بیست و پنج کتاب و ویراستار عناوین متعدد دیگر، موضوعات متنوعی مانند تأثیر سان میونگ مون و کلیسای اتحاد بر سیاست آمریکا، آینده انتشار کتاب و سیاست در کوبا را تحلیل کرد. هوروویتز بنیانگذار مطالعات توسعه مقایسه‌ای بین‌المللی بود. او همچنین رئیس انتشارات ترانسکشن بود.
هوروویتز در اوایل کار خود شاگرد جامعه‌شناس چپ سی. رایت میلز، استاد تگزاسی در دانشگاه کلمبیا که مهم‌ترین کتاب‌هایش عبارتند از: یقه سفید: طبقات متوسط آمریکایی، نخبگان قدرت، و تخیل جامعه‌شناختی. هوروویتز دو مجموعه پس از مرگ میلز را ویرایش کرد، از جمله «دستگاه فرهنگی».
هوروویتز در طول چندین دهه تا زمان مرگش برای توسعه جامعه‌شناسی سیاسی تلاش کرد که بتواند میزان آزادی شخصی یک جامعه و خشونت مورد تأیید دولت را بسنجد. در نتیجه کار او، استانداردی برای کیفیت زندگی در هر ملت یا نظام اجتماعی خاص بر اساس تعداد افرادی که به‌طور خودسرانه کشته، معلول، مجروح، زندانی یا محروم شده‌اند آزادی‌های مدنی ساخته شده‌است.
هوروویتز سعی کرد پلی بین تحلیل فعلی خود از قدرت و اقتدار دولتی و مطالعات قبلی خود در مورد طبقه‌بندی و توسعه بین‌المللی مقایسه ای ایجاد کند. وی کلید معرفی عبارت «جهان سوم» در فرهنگ واژگان تحقیقات اجتماعی بود.
هوروویتز این دیدگاه را بیان کرد که انتشار مجدد نشریات قبلی در قالب‌های مختلف در علوم اجتماعی برای انتشار نتایج تحقیقات و مفید ساختن آنها برای جامعه ضروری است.
هوروویتز در مورد نسل‌کشی نوشت: اول عمل می‌آید و بعد کلمه می‌آید: ابتدا [جنایت] نسل‌کشی انجام می‌شود و سپس زبان برای توصیف یک پدیده ظاهر می‌شود. وی آثار ماندگاری در این زمینه منتشر کرد، از جمله «نسل‌کشی: قدرت دولتی و کشتار جمعی»؛ گرفتن جان‌ها: نسل‌کشی و قدرت دولتی. و «نسل‌کشی و بازسازی نظریه اجتماعی: مشاهداتی در مورد انحصار مرگ جمعی» در «ارمنی ریویو». آخرین مقالات علمی هوروویتز در مورد نسل‌کشی مقدمه او بر «مرگ توسط دولت» اثر آر.جی. رامل بود. و مقاله او در مورد ترور مورد حمایت دولت، «شمارش بدن. علم تاسف بار ترور مجاز» در «الگوهای تعصب». در تابستان ۱۹۹۴، مجموعه ای از مقالات به افتخار هوروویتز توسط انتشارات ترانسکشن منتشر شد.
در سال ۱۹۹۰ وی زندگینامه خود را منتشر کرد. یک «زندگی‌نامه جامعه‌شناختی» مختصر به جای زندگی‌نامه‌ای که فکری یا صمیمی باشد. این «رؤیاها و کابوس‌ها: تأملی در مورد کودکی هارلم» بود، که برای آن در سال ۱۹۹۱ جایزه کتاب ملی یهودی را دریافت کرد. این نگاهی غیر رمانتیک به بزرگ شدن به عنوان پسر مهاجران روسی-یهودی در خیابان‌های هارلم، شهر نیویورک، عمدتاً سیاهپوست، در دهه ۱۹۳۰ است. از جدیدترین کتاب‌های او می‌توان به «ادای احترام: تأملات شخصی در یک قرن تحقیق اجتماعی» اشاره کرد. و «بیهموت: جریان‌های اصلی در تاریخ و نظریه جامعه‌شناسی سیاسی».
فهرستی از انتشارات علمی شامل بیش از دویست اثر هورویتز در نسخه بتا گوگل اسکولر یافت می‌شود.

### انتشارات ترانسکشن و مجله جامعه
او مؤسس انجمن ترانسکشن‌ها بود که انتشارات ترانسکشن ناشر بین‌المللی تک نگاری‌های علمی، از جمله تک نگاری‌های آکادمیک بود که نیازی به سودآور نبود. وی سردبیر مؤسس «جامعه» بود، که مقالاتی در زمینه جامعه‌شناسی، سیاست و نقد اجتماعی منتشر کرد و توسط انتشارات اسپرینگر خریداری شده‌است.

### نقد گرایش‌های مارکسیستی در جامعه‌شناسی
هوروویتز به خاطر اثرش «تجزیه جامعه‌شناسی» در سال ۱۹۹۴ مورد توجه قرار گرفت. در آن او استدلال کرد این رشته به دلیل نظریه بیش از حد ایدئولوژیک، دور شدن از جامعه‌شناسی آمریکایی و تمایل به سمت گرایش‌های اروپایی (به ویژه مارکسیستی) که او آنها را فاشیست‌های چپ و وحشی‌های حرفه‌ای می‌خواند و عدم ارتباط آشکار با سیاست گذاری، رو به افول است. او نوشت: تجزیه جامعه‌شناسی زمانی آغاز شد که این سنت بزرگ تابع تفکر ایدئولوژیک شد و در پی پیروزی‌های توتالیتر، یک سنت پست ظاهر شد. جورج اشتاینمتز، جامعه‌شناس هوروویتز را به چالش کشید. در مقاله‌ای در سال ۲۰۰۵ در بررسی فصلی میشیگان او با عنوان «تضادهای فرهنگی اروینگ لوئیس هوروویتز» نوشت که زمینه «تاریخی، فرهنگی و جغرافیایی» همچنان حیاتی است.

## زندگی شخصی
- در سال ۱۹۵۱، او با روث نارولانسکی ازدواج کرد که از او صاحب دو فرزند به نام‌های کارل و دیوید شد. آنها در سال ۱۹۶۴ طلاق گرفتند.
- در سال ۱۹۶۴ با دانیل سالتی ازدواج کرد. این زوج در سال ۱۹۷۸ طلاق گرفتند.
- در سال ۱۹۷۹ با مری الن کورتیس ازدواج کرد. او در ۲۱ مارس ۲۰۱۲ درگذشت.

در سال ۱۹۷۳، هوروویتز یکی از امضاکنندگان مانیفست انسان‌گرا ۲ بود.

## افتخارات و جوایز
هوروویتز در طول دوران تحصیلی جوایز بسیاری دریافت کرد:
- استناد ویژه ای از بنیاد کارنگی برای صلح بین‌المللی برای کتابش: ایده جنگ و صلح در فلسفه معاصر در سال ۱۹۵۷؛
- معرفی توسط مجله تایم به عنوان رهبر نسل جدیدی از جامعه شناسان رادیکال.[۲۰]
- مدال صدمین سالگی از کالج سنت پیتر، جرسی سیتی، نیوجرسی، برای کمک برجسته به علوم اجتماعی انسانی در سال ۱۹۷۱؛
- جایزه دستاورد برجسته ریاست، از دانشگاه راتگرز در سال ۱۹۸۵.

هوروویتز در مجامع و انجمن‌هایی عضو بود:
- عضو شورای کارنگی،
- انجمن ناشران آمریکا،
- انجمن علوم سیاسی آمریکا،
- انجمن پیشبرد علوم آمریکا، و
- رئیس اسبق (۱۹۶۱–۱۹۶۲) انجمن جامعه‌شناسی ایالت نیویورک بود.

## آثار برگزیده
- آنارشیست‌ها (۱۹۶۴)
- برندگان و بازندگان: قطب‌های اجتماعی و سیاسی در آمریکا (۱۹۸۴)؛ انتقاد از فاشیسم چپ
- کمونیسم کوبا: ۱۹۵۹–۲۰۰۳. چاپ یازدهم.
- شب طولانی قصد تاریک: نیم قرن کمونیسم کوبا. انتشارات ترانسکشن (۲۰۱۱).
- بازی جنگی، انتشارات ترانسکشن (۲۰۱۳)، ویرایش شده و با مقدمه ای جدید «آتش‌سوزی و محاسبه» توسط هوارد جی اشنایدرمن
- جامعه‌شناسی حرفه‌ای: مطالعات در چرخه زندگی علوم اجتماعی، انتشارات ترانسکشن (۲۰۱۴)، با مقدمه ای جدید - «افکار فراری رام شده» نوشته هوارد جی. اشنایدرمن

## ادامه مطلب
- مارتین, داگلاس (مارس 26, 2012). "اروینگ لوئیس هوروویتز، جامعه‌شناس، در 82 سالگی درگذشت!". مجله نیویورک تایمز. ISSN 0362-4331.
- وایزر, میندی (2012). "ایروینگ لوئیس هوروویتز". علوم سیاسی و سیاست. 45 (3): 552–553. ISSN 1049-0965. JSTOR 41691375.